# 盛山玲世
盛山 玲世（せいやま さちよ、1972年 - ）は、日本の女子陸上競技元選手（長距離走・マラソン）。

## 略歴・人物
鳥取県琴浦町（旧東伯町）出身。
東伯町立東伯中学校から鳥取県立由良育英高等学校（現・鳥取県立鳥取中央育英高等学校）に進学し、全国高等学校駅伝競走大会の女子の第1回大会に出場した。
大阪短期大学卒業後、芙蓉、ユタカ技研で競技を続けた。
1999年12月に真也加ステファンと結婚し、2児（一男一女）がいる。長女も陸上選手として実業団に所属している。

## 主な戦績
- 1991年 全国高等学校駅伝競走大会1区22位(21分18秒)
- 1992年 大阪国際女子マラソン169位(3時間12分34秒)
- 1993年 大阪国際女子マラソン219位(3時間18分00秒)
- 1993年 北海道マラソン4位(2時間42分23秒)
- 1994年 大阪国際女子マラソン13位(2時間36分14秒)
- 1994年 ボストンマラソン12位(2時間35分46秒)
- 1994年 東京国際女子マラソン2位(2時間30分30秒)
- 1995年 世界陸上競技選手権大会9位(2時間33分07秒)400ｍ距離不足
- 1996年 大阪国際女子マラソン6位(2時間28分13秒)
- 1996年 名古屋国際女子マラソン2位(2時間27分41秒)
- 1998年 トリノマラソン3位(2時間32分30秒)
- 1999年 名古屋国際女子マラソン棄権
- 1999年 長野マラソン8位(2時間37分45秒)
- 1999年 東京国際女子マラソン35位(2時間52分04秒)

## 脚註
1. ↑  “日本帰化「次は監督で」…マヤカ”. 読売新聞. (2013年11月15日) 2016年6月3日閲覧。 {{cite news}}: |accessdate=の日付が不正です。 (説明)⚠
2. ↑  “桜美林大学陸上部の初代駅伝監督に就任した真也加（マヤカ）ステファンさん”. タウンニュース（町田版）. (2013年10月17日) 2016年6月3日閲覧。 {{cite news}}: |accessdate=の日付が不正です。 (説明)⚠